# Audrey Azoulay
Audrey Azoulay (La Celle-Saint-Cloud, 4 de agosto de 1972) es una alta funcionaria y política francesa. Fue consejera cultural del presidente François Hollande (2014-2016) y ministra de Cultura y Comunicación en el gobierno de Manuel Valls de febrero de 2016 hasta mayo de 2017. El 10 de noviembre de 2017 fue elegida directora general de la Unesco por un mandato de cuatro años. Asumió el mandato el 15 de noviembre.

## Biografía
Nació en París en el seno de una familia judía marroquí originaria de Esauira. Es hija del político, banquero y periodista André Azoulay, consejero del rey de Marruecos Hassan II y posteriormente de Mohammed VI, y de la escritora Katia Brami. Creció en el barrio parisino de Beaugrenelle junto a sus dos hermanas.

## Formación
Obtuvo su título de pregrado en administración de la Universidad París – Dauphine en 1994. Posteriormente, obtuvo una maestría en administración de negocios de la Universidad de Lancaster en el Reino Unido. Se tituló en el Instituto de Ciencias Políticas de París hasta llegar a la Escuela Nacional de Administración de donde salen muchos de los altos funcionarios de la administración de Francia.
Durante sus años de estudio trabajó en el sector bancario donde su padre fue un alto directivo del Banco Paribas. Ella ha calificado la experiencia de "espantosa", sin embargo le sirvió para empezar su carrera profesional en el Centro Nacional de Cine francés en 2006 primero como directora adjunta de audiovisual,  en 2007 asumió la dirección financiera y jurídica y en 2011 la dirección general delegada, defendiendo según aseguró el presidente del Centro Frédérique Bredin, "de manera incansable la excepcionalidad cultural y cinematográfica francesa frente al poderío norteamericano".

### Trayectoria política
En 2014 fue nombrada consejera de cultura del presidente François Hollande y dos años después, el 12 de febrero de 2016 ministra de Cultura de Francia sustituyendo a Fleur Pellerin en el gobierno de Manuel Valls. Abandonó el cargo en mayo de 2017 con el triunfo en las elecciones presidenciales de Francia de Enmanuel Macron y se dedicó a preparar su candidatura a la dirección de la Unesco presentada el 15 de marzo.
Tras competir con ocho candidatos el 13 de octubre de 2017 Azoulay se impuso por dos votos (30-28) a su rival, el catarí Hamad ben Abdelaziz al Kaouari en la votación realizada por el consejo ejecutivo de la Unesco para sustituir a la búlgara Irina Bokova. Considera a la organización -según repitió con frecuencia durante su campaña- "la conciencia de las Naciones Unidas".  El 10 de noviembre fue nombrada en el cargo por la Conferencia General de la UNESCO.

## Militantismo y posicionamiento
Políticamente se define como una persona de izquierdas. Ha explicado que participó en las manifestaciones contra el proyecto de ley Devaquet en 1986 y contra el plan Juppé de 1995 y contra la presencia de Jean-Marie Le Pen en la segunda vuelta de las elecciones presidenciales de 2002. Cuando era estudiante se implicó en el movimiento antifascista. Interrogada sobre sus modelos cita a Simone Veil y Jean Zay.

## Vida personal
Está casada con François-Xavier Labarraque, presidente de la sociedad Garum Conseil y tiene dos hijos.